# Angerona franckaria
Angerona franckaria là một loài bướm đêm trong họ Geometridae.